# Momo Koprivica
Momo Koprivica (montenegrinisch-kyrillisch: Момо Копривица; * in Nikšić, SR Montenegro, SFR Jugoslawien) ist ein montenegrinischer Politiker der Partei Demokratisches Montenegro (Demokratska Crna Gora), der von 2016 bis 2023 Mitglied des Parlaments (Skupština) war und seit 2023 im Kabinett von Ministerpräsident Milojko Spajić stellvertretender Ministerpräsident für politische Systeme, Justiz und Korruptionsbekämpfung ist.

## Leben
Momo Koprivica besuchte die Grundschule und das Gymnasium in Nikšić und begann 2003 ein Studium der Rechtswissenschaften an der juristischen Fakultät der Universität Montenegro, welches er 2007 mit einer Durchschnittsnote von 9,84 als bester Student seines Jahrgangs beendete. Für die im Rahmen seines Jurastudiums erzielten Leistungen wurde er mehrfach geehrt und erhielt unter anderem 2007 die Auszeichnung der Rechtsanwaltskammer „Prof. Petar Stojanović“, mit dem traditionell der beste Jurastudent der Gemeinde Nikšić anlässlich des Befreiungstages für die besten Studenten ausgezeichnet wird, das Atlas-Stipendium der Atlas-Stiftung für die besten Studierenden, den Preis für den besten Teilnehmer der Strafrechtspraxis sowie die regelmäßige jährliche Auszeichnung der Juristischen Fakultät für die besten Studierenden. Nachdem er auch die postgradualen Prüfungen mit der Bestnote bestanden hatte, erlangte er seinen Master-Abschluss mit Schwerpunkt Rechts- und Wirtschaftswissenschaften an der juristischen Fakultät der Universität Belgrad und bestand den mündlichen Teil seines Doktoratsstudiums. Er ist Autor wissenschaftlicher Arbeiten in den Bereichen Wirtschaftsanalyse des Rechts, Neo-Institutional Economic Theory und Public Sector Economics. Er arbeitete mehrere Jahre als Lehrassistent für den juristisch-wirtschaftlichen Bereich im Fach Grundlagen der Wirtschaftspolitik an der juristischen Fakultät der Universität Montenegro und beteiligte sich an Forschungs- und Berufstätigkeiten wissenschaftlicher Vereinigungen und anderer Institutionen auf diesem Gebiet.
Koprivica wurde Mitglied der am 19. April 2015 von Aleksa Bečić gegründeten Partei Demokratisches Montenegro (Demokratska Crna Gora) und wurde am 14. Juni 2015 deren stellvertretender Vorsitzender. Er wurde für diese bei der Parlamentswahl am 16. Oktober 2016 erstmals zum Mitglied des Parlaments (Skupština) gewählt. Demokratisches Montenegro errang bei dieser Wahl 38.183 Stimmen (9,99 Prozent) und damit acht der 81 Sitze. Bei der Parlamentswahl am 30. August 2020 kandidierte er erfolgreich für das Wahlbündnis „Frieden ist unsere Nation“ MNN (Mir je naša nacija), der neben Demokratisches Montenegro insbesondere die Demokratische Allianz DEMOS (Demokratski savez) von Miodrag Lekić und die Partei der Rentner, Invaliden und Wiedergutmachung PPIR (Partija penzionera, invalida i restitucije) angehörten. Dieses Wahlbündnis erreichte 51.297 Stimmen (12,53 Prozent) und zehn der 81 Sitze im Parlament. Bei der darauf folgenden Parlamentswahl am 11. Juni 2023 wurde er abermals zum Mitglied des Parlaments gewählt. Bei dieser Wahl errang das Wahlbündnis „Aleksa und Dritan – Mut zählt!“ (Aleksa i Dritan – Hrabro se broji!), welches aus den Demokraten von Bečić und der Bürgerbewegung Vereinigte Reformaktion URA (Građanski pokret Ujedinjena reformska akcija) des bisherigen Ministerpräsidenten Dritan Abazović gebildet wurde, 37.777 Stimmen (12,5 Prozent) und elf Sitze im Parlament.
Am 19. Oktober 2023 unterzeichneten PES, Demokraten, Za, SNP, CIVIS, das albanische Forum und die albanische Allianz nach monatelangen Verhandlungen einen Koalitionsvertrag. Am 31. Oktober 2023 sprach das Parlament von Montenegro der neue Regierung unter Premierminister Spajić mit 46 von 81 Stimmen das Vertrauen aus.
Im Kabinett Spajić wurde Momo Koprivica stellvertretender Ministerpräsident für politische Systeme, Justiz und Korruptionsbekämpfung (Potpredsjednik Vlade za politički sistem, pravosuđe i antikorupciju), während Aleksa Bečić, Srđan Pavićević, Nik Gjeloshaj und Dragoslav Šćekić weitere stellvertretende Ministerpräsidenten für bestimmte Schwerpunktthemen wurden. In das Kabinett wurden darüber hinaus Filip Ivanović als Außenminister, Dragan Krapović als Verteidigungsminister, Danilo Šaranović als Innenminister sowie Novica Vuković als Finanzminister berufen.